# 林爽文
林爽文（1756年—1788年），福建漳州府平和縣人，后移居臺灣府彰化縣大里杙（今臺中市大里區），清代民變林爽文事件的領導人。

## 生平
乾隆38年（1773年）林隨父親渡海來臺，定居彰化縣大里杙庄（今臺中市大里區）。乾隆49年（1784年）加入天地會，之後成為彰化天地會首領，乾隆52年（1787年）臺灣府知府孫景燧取締天地會，逮捕林爽文之叔伯，林爽文大怒，自稱「盟主大元帥」，攻擊官府，起事反抗。
乾隆帝命大學士福康安、參贊大臣海蘭察來台討伐，遭遇泉漳械鬥及生番屠殺而失敗，最終於乾隆53年（1788年）被捕，移送北京審訊後凌遲處死。

## 紀念
南投縣中寮鄉爽文村有爽文國中、爽文國小兩所與村同名的學校，以及臺中市大里區有爽文路、爽文國中。另苗栗縣卓蘭鎮有地名「爽文坑」。
二次大戰結束，國民政府接收臺灣後，曾有地方政制計劃將嘉義市改名爽文市，後來因為行政長官陳儀認為不可行，此計劃並未實施。

## 影響力
臺灣日治時期著名詩人王白淵因為與林爽文同屬漳州裔台灣人，所以對同鄉籍的林爽文有某種程度的片面歷史記憶，他在回憶錄提到，童年時代，由於父親時常講述林爽文的故事，所以林爽文的外貌與革命事跡深記在心裡。

## 影視形象

### 電視劇
| 演員   | 年份   | 作品         |
| 于德安 | 2004年 | 《沧海百年》 |

### 列表
- 劉寧顏編，《重修台灣省通志》，臺北市，台灣省文獻委員會，1994年。
- 施添福總編纂，《台灣地名辭書 卷十三 苗栗縣》，南投縣，國史館台灣文獻館，2006年。